# العلاقات التركية الزامبية
العلاقات التركية الزامبية هي العلاقات الثنائية التي تجمع بين تركيا وزامبيا.

## مقارنة بين البلدين
هذه مقارنة عامة ومرجعية للدولتين:
| وجه المقارنة                                              | تركيا         | زامبيا                         |
| --------------------------------------------------------- | ------------- | ------------------------------ |
| المساحة (كم2)                                             | 783.56 ألف    | 752.62 ألف                     |
| عدد السكان (نسمة)                                         | 80.14 مليون   | 17.09 مليون                    |
| الكثافة السكانية (ن./كم²)                                 | 102.28        | 22.71                          |
| العاصمة                                                   | أنقرة         | لوساكا                         |
| اللغة الرسمية                                             | اللغة التركية | لغة إنجليزية                   |
| العملة                                                    | ليرة تركية    | كواشا زامبي، كواشا زامبي قديم ‏ |
| الناتج المحلي الإجمالي (بليون دولار)                      | 851.10 مليار  | 25.81 مليار                    |
| الناتج المحلي الإجمالي (تعادل القوة الشرائية) بليون دولار | 1.57 تريليون  | 62.18 مليار                    |
| الناتج المحلي الإجمالي الاسمي للفرد دولار أمريكي          | 9.12 ألف      | 1.30 ألف                       |
| الناتج المحلي الإجمالي للفرد دولار أمريكي                 | 19.79 ألف     | 3.90 ألف                       |
| مؤشر التنمية البشرية                                      | 0.761         | 0.586                          |
| رمز المكالمات الدولي                                      | +90           | +260                           |
| رمز الإنترنت                                              | .tr           | .zm                            |
| المنطقة الزمنية                                           | ت ع م+03:00   | ت ع م+02:00                    |

## منظمات دولية مشتركة
يشترك البلدان في عضوية مجموعة من المنظمات الدولية، منها:
| علم المنظمة | اسم المنظمة                                                | تاريخ انضمام تركيا | تاريخ انضمام زامبيا |
| ----------- | ---------------------------------------------------------- | ------------------ | ------------------- |
|             | العملية المشتركة للاتحاد الأفريقي والأمم المتحدة في دارفور | ?                  | ?                   |
|             | البنك الدولي للإنشاء والتعمير                              | 11 مارس 1947       | 23 سبتمبر 1965      |
|             | يونسكو                                                     | 4 نوفمبر 1946      | 9 نوفمبر 1964       |
|             | الاتحاد البريدي العالمي                                    | ?                  | ?                   |
|             | منظمة التجارة العالمية                                     | 26 مارس 1995       | ?                   |
|             | وكالة ضمان الاستثمار متعدد الأطراف                         | 3 يونيو 1988       | 6 يونيو 1988        |
|             | البنك الإفريقي للتنمية                                     | ?                  | ?                   |
|             | الاتحاد الدولي للاتصالات                                   | 1866               | 23 أغسطس 1965       |
|             | منظمة الشرطة الجنائية الدولية                              | ?                  | ?                   |
|             | مؤسسة التمويل الدولية                                      | 19 ديسمبر 1956     | 23 سبتمبر 1965      |
|             | الأمم المتحدة                                              | 24 أكتوبر 1945     | 1 ديسمبر 1964       |
|             | مؤسسة التنمية الدولية                                      | 22 ديسمبر 1960     | 23 سبتمبر 1965      |
|             | منظمة حظر الأسلحة الكيميائية                               | ?                  | ?                   |
|             | المركز الدولي لتسوية المنازعات الاستشارية                  | 2 أبريل 1989       | 17 يوليو 1970       |

## وصلات خارجية
- موقع وزارة الخارجية التركية